# Jules Mathorez
Jules Mathorez, né le 8 avril 1873 à Saint-Nazaire et décédé le 8 avril 1923 à Paris, est inspecteur des finances de formation, archiviste-paléographe et historien français.

## Biographie
Élève de l'École nationale des chartes, il obtient le diplôme d'archiviste paléographe en 1897 avec une thèse intitulée Essai sur la vie et le rôle politique de l'archevêque Guillaume aux Blanches-Mains. Recherches sur l'administration de ses diocèses. Il est membre du Comité des travaux historiques et scientifiques et d'autres sociétés savantes. Il est nommé chevalier de la Légion d'honneur en 1921.

## Publications
- Mathurine et les libelles publiés sous son nom, 1922
- Les Étrangers en France sous l'ancien régime, 1921
- Notes sur le mouvement de la population française sous l'ancien régime (1328-1789), 1919, Extrait du Bulletin de la Section de géographie
- Notes sur les intellectuels écossais en France au XVIe siècle, 1919
- Note sur les Réfugiés polonais dans la Mayenne 1833-1860, 1918
- Les Éléments de la population orientale en France : les Russes en France du XIe au XVIIIe siècle, 1918,
- Les Arméniens en France du XIIe au XVIIIe siècle, 1918
- Notes sur les Italiens en France du XIIIe siècle jusqu'au règne de Charles VIII, 1918
- Notes sur les noms propres des italiens fixés en France sous l'ancien régime, 1916
- Les Éléments de population extra-européenne en France du XIVe au XVIIIe siècle, 1916, Extrait du Bulletin de la Section de géographie du Comité des travaux historiques
- La Pénétration des Allemands en France sous l'ancien régime [du XVe au XVIIIe siècle], 1916, Compte-rendu de l'Académie des sciences morales et politiques
- L'Union sacrée sous Henri IV, ses conséquences économiques, 1915
- Les Italiens et l'opinion française à la fin du XVIe siècle, 1914
- Histoire de Chicot [Antoine Anglarez], bouffon de Henri III, 1914
- Notes sur la colonie Irlandaise de Nantes du XVIe au XVIIIe siècle, 1913
- Le Poète Olényx Du Mont-Sacré, bibliothécaire du duc de Mercœur (1561-1610), 1912
- Guillaume aux Blanches-Mains, évêque de Chartres, 1911